# OC Oerlikon
OC Oerlikon Corporation AG — швейцарська компанія. Виробляє та розробляє спеціалізовані матеріали, провідники, обладнання для сонячних електростанцій, текстильної промисловості, спеціалізується на вакуумних технологіях. Штаб-квартира — у населеному пункті Пфеффікон (кантон Швіц).

## Власники та керівництво
Великий пакет акцій компанії (на серпень 2009 року — 44,7%) належить холдингу Ренова російського підприємця Віктора Вексельберга.
Генеральний директор :
Ганс Зіглер
Голова ради директорів :
2008.5: Володимир Кузнєцов
2011.5: Тім Саммерс